# نبرد داده‌جین
نبرد داده‌جین (انگلیسی: Battle of Dadaejin) یکی از اولین نبردها در تهاجم ژاپن به کره بود.